# Palpophria aestheta
Palpophria aestheta is een eenoogkreeftjessoort uit de familie van de Palpophriidae. De wetenschappelijke naam van de soort is voor het eerst geldig gepubliceerd in 1987 door Boxshall & Iliffe.